# Bradyctena trychnoptila
Bradyctena trychnoptila är en fjärilsart som beskrevs av Turner 1906. Bradyctena trychnoptila ingår i släktet Bradyctena och familjen mätare. Inga underarter finns listade i Catalogue of Life.